# 天秤座ι
天秤座ι，又名BD-19 4047，HD 134759、SAO 159090、HR 5652，是天秤座的一颗恒星，视星等为4.54，位于銀經342.69，銀緯32，其B1900.0坐标为赤經15h 6m 31.1s，赤緯-19° 32′ 48″。